# Cainstorm Island
Cainstorm Island – Der Gejagte ist der erste Roman der deutschen Schriftstellerin Marie Golien. Er erschien im Jahre 2020. Er lässt sich den Genres Thriller und Science-Fiction zuordnen.

## Inhalt
Der Roman Cainstorm Island – Der Gejagte spitzt gegenwärtige soziale und technische Trends im Rahmen einer actionreichen Geschichte zu. Im Slum Caramujo einer nach Arm (Cainstorm Island) und Reich (Asaria) zweigeteilten Welt lebt der eigentlich chancenlose 17-jährige Emilio, der zusammen mit seiner Familie dem Elend entkommen möchte. Emilio lässt sich von der Streaming-Plattform Eyevision einen Kamerachip direkt ins Gehirn einsetzen und liefert aus seinem Slum für ein kleines Honorar atemberaubende Stunts, die für seine gelangweilten Zuschauer aus dem reichen Teil ihrer Welt pittoresk und ungewöhnlich sind. Während einer Übertragung tötet er in Notwehr vor laufender Kamera ein Gangmitglied der Las Culebras, das ihn angreift. Zur Freude der Zuschauer wird er selbst zum Gejagten, wobei Emilio sich nicht verstecken kann, denn die Öffentlichkeit schaut zu und heizt die Jagd nach ihm noch an.
Las Culebras machen Emilio das Leben zur Hölle. Als seine Familie versucht zu fliehen, brennen Las Culebras Emilios Familienhaus nieder und töten seinen Stiefvater Serge. Emilios Mutter Carilla und Bruder Luc können zwar fliehen, werden aber von Las Culebras als Geiseln genommen. Las Culebras-Anführer Mortaz macht Emilio deutlich, dass er sich ihnen stellen muss, um seine Familie wieder zu befreien. Emilio verbündet sich mit Lyssa, die Anführerin einer vierköpfigen Bande auf Moorland ist. Gemeinsam schmieden sie Pläne gegen Las Culebras. So retten sie Emilios Familie, indem sie sie gegen Antrax, die Frau des Anführers, austauschen.
Emilio taucht unter und will nur noch aus dem Eyevision-Vertrag heraus. Er versucht ihn mehrmals vergeblich zu kündigen, doch Emilios Vertragspartner Bradley Starlight weist ihn zurück, da Emilios Kanal der meistgesehene Kanal ist. Er will sich den Chip herausoperieren lassen, doch Dr. Gris lehnt ab. Beim ersten Mal scheitert Emilio, doch beim zweiten Mal begleitet ihn Lyssa zu Dr. Gris und ihr gelingt es den Arzt zur OP zu zwingen. Der Chip kann aber nicht ganz entfernt werden. Dann verwüsten Emilio und Lyssa Bradley Starlights Haus und scheinen sich näher zu kommen. Schließlich führt Lyssa Emilio zu Ganesha, die ihm beibringt, den Chip zu kontrollieren.
Das Finale der Geschichte spielt in der Cat-Cainstorm-Kathedrale. Dorthin wird Emilio von Las Culebras, Brenda-Lee und auch Bradley Starlight gehetzt. In der Kathedrale treffen Emilio und Starlight aufeinander und Emilio will sich rächen. Zuerst will er Starlight erschießen, doch dann lässt er ihn gehen, unter der Bedingung, dass Starlight fortan Emilio und seine Familie in Ruhe lässt. Kurz bevor Las Culebras in der Kathedrale eintreffen, können Emilio und Lyssa mit einer Drohne fliehen, doch leider fliegt Bradleys Drohne nicht zurück nach Milescaleras, sie fliegt direkt in die arme des feindes, Asaria.

## Figuren

### Emilio
Emilio ist die Hauptperson und Ich-Erzähler des Romans. Er erzählt die Geschichte im Präsens, wobei er aber auch im Präteritum Rückblicke einfügt. Er ist 17 Jahre alt und lebt im Slum Caramujo in der Millionenstadt Milescaleras. Unter dem Kanalnamen EC00 filmt er täglich live eine halbe Stunde.

### Emilios Familie

#### Carilla
Carlilla ist Emilios Mutter und eine sehr liebherzige Person, sie war verheiratet und war mit Emilio schwanger als ihr Mann gestorben ist. Durch den tot in der Familie haben sie ihr Haus verloren und mussten obdachlos in einem Auto leben. In diesem Autopark hat Emilio dann Jago und seine große Familie getroffen.

#### Emilios Vater
Emilios Vater ist schon viele Jahre tot. Er kam bei einem Minenunglück ums Leben.

#### Luc
Luc ist Emilios jüngerer Halbbruder. Er ist oft stumm.

#### Serge
Serge ist Emilios Stiefvater und Kriegsveteran. Er zieht Emilio wie einen eigenen Sohn auf und gibt ihm Obdach in seinem Haus. Serge verabscheut Asaria, weil diese Cainstorm Island ausbeuten. Er spendete eine Niere an Doktor Gris, um Emilio eine Hirnoperation zu finanzieren, mit dieser Emilio sich den Chip später wieder entfernen lassen wollte. Er stirbt im Verlauf der Geschichte im eigenen Haus durch Las Culebras, welche jedoch durch Bradley Starlight in sein Haus gelockt wurden. Seitdem hasst Emilio Bradley Starlight persönlich und schwört ihm Rache.

### Lyssa
Lyssa ist ein Albino mit türkisfarbenen Haaren. Sie lebt auf Moorland im Norden von Cainstorm Island und kommt ursprünglich aus Asaria, wurde aber, weil sie nicht perfekt war, ausgestoßen und auf Moorland verbannt. Sie wird Emilios wichtigste Verbündete im Kampf gegen Las Culebras und Eyevision und auch Emilios Romanze. Lyssa ist gerissen, kann gut mit Waffen umgehen und kennt sich im kriminellen Milieu bestens aus. Gemeinsam mit Emilio befreit sie dessen Familie aus den Klauen der Las Culebras und bietet ihm und seiner Familie anschließend Schutz. Auch zwingt sie den Arzt Dr. Gris Emilios Chip zu entfernen. Nachdem Emilio und Lyssa Las Culebras und Eyevision besiegt haben, wandert sie mit Emilio nach Asaria aus.

### Las Culebras
Las Culebras – von allen anderen Die Schlangen genannt – sind die größte kriminelle Gang auf ganz Cainstorm Island und kontrollieren Milescaleras. Sie sind böse und schrecken vor Gewalt und Mord nicht zurück. Den Kosenamen Die Schlangen führen sie, weil die Schlange ihr Erkennungssymbol ist, das jedes Gangmitglied tätowiert trägt. Das wichtigste Gangmitglied, das in der Geschichte in Erscheinung tritt, ist Mortaz. Er ist der Anführer der Gang und der Zwillingsbruder Toxicos, den Emilio am Anfang tötete. Er jagt Emilio und will an ihm den Tod seines Bruders Toxico rächen. Mortaz hat eine Frau namens Antrax, die er über alles liebt. Die Mitglieder der Las Culebras tragen schwarze Kleidung und bewegen sich auf schweren Motorrädern fort.

### Eyevision
Eyevision ist ein großes mächtiges Unternehmen in Asaria, was auch über eine Niederlassung in Milescaleras verfügt. Es ist vergleichbar mit YouTube. Ähnlich wie bei YouTube, kann jeder bei Eyevision zum Internet-Movie-Star werden. Die Streamer laden Filme hoch und zeigen ihre Welt. Dazu verwendet Eyevision aber besondere Technik, wie Kameras, die den Nutzern ins Gehirn eingepflanzt werden. So filmen sie alles mit ihren Augen. Das wird dann hochgeladen und kann wie ein YouTube-Video auch kommentiert werden. Die Filmemacher verdienen Geld dadurch, müssen aber mindestens so lange Filmen, bis die OP, mit der die erforderliche Technologie in Form eines Chips in das Gehirn eingepflanzt worden ist, abbezahlt ist. Das Eyevision-Konto ist dabei auch an das Finanz-Konto der Nutzer gebunden. So können die Nutzer z. B. im Falle einer Kontosperre kein Geld abheben. Neben Emilio alias EC00 treten weitere Eyevision-Streamer in Erscheinung, z. B. Brenda-Lee, welche eine Amazone in Asaria darstellt, und im späteren Verlauf der Geschichte Emilio persönlich jagen will.

#### Bradley Starlight
Bradley Starlight ist Emilios Kontakt bei Eyevision. Über ihn hat er zu Eyevision gefunden und auch den Vertrag mit der Firma unterzeichnet. Nach der Tötung des führenden Las Culebras will Emilio den Vertrag kündigen, doch Bradley lässt das nicht zu. Starlight ist karrieregeil und hat sich vom Tellerwäscher zum Millionär hinaufgearbeitet und ihn interessiert nur der Profit. Er sieht in Emilio nur die Kuh, die er melken muss, und ihn interessiert nur die hohe Zuschauerquote, die Emilio mit seinem Kanal erzielt. Dabei ist es Starlight egal, ob Emilio oder seine Familie dabei ihr Leben oder ihre Existenz verlieren. Weil Starlight Emilios Familie ans Messer von Las Culebras führt, was Serge nicht überlebt, schwört Emilio ihm Rache. Er ist Emilios Gegenspieler und kontrolliert dessen Einsätze bei Eyevision.

#### Dr. Hypotatis Gris
Dr. Hypotatis Gris ist ein asarischer Arzt, der auf Cainstorm Island lebt und im Memorial-Krankenhaus arbeitet. Er ist der einzige Chirurg, der die Eyevision-Chips in die Gehirne einpflanzen kann, und arbeitet im Auftrag von Eyevision. Er hat eine Frau und ist Vater einer Tochter. Er wird von Lyssa gezwungen Emilios Chip zu entfernen, doch er kann ihn nicht ganz entfernen, aber er kann ihn zumindest ortungsunfähig machen.

## Kritiken
Die Autorin sieht in ihrem Roman Themen wie die Überwachung im Internet, das Wachsen sozialer Ungleichheit, die prägende Erfahrung ihrer Generation im Bereich sozialer Medien widergespiegelt. Die Jury des Rheinland-pfälzischen Jugendbuchpreises Die Goldene Leslie sprach von einem „mitreißenden Thriller mit faszinierender Handlung und ernstem Hintergrund“, aktuelle Themen würden als „fesselnde und emotional nahegehende Geschichte“ erzählt. Der Deutschlandfunk merkte an, das Buch zeige, „wie junge Menschen über sich hinauswachsen“, wobei Golien „im Tempo des digitalen Blicks“ schreibe. Der Kulturjournalist Wieland Freund kommentierte das Buch so: „Die Zukunft gehört der Jugend – und Jugendbüchern wie diesen. Eine rasante Dystopie über die Instagramisierung einer gespalteten Welt.“